# Ямской приказ

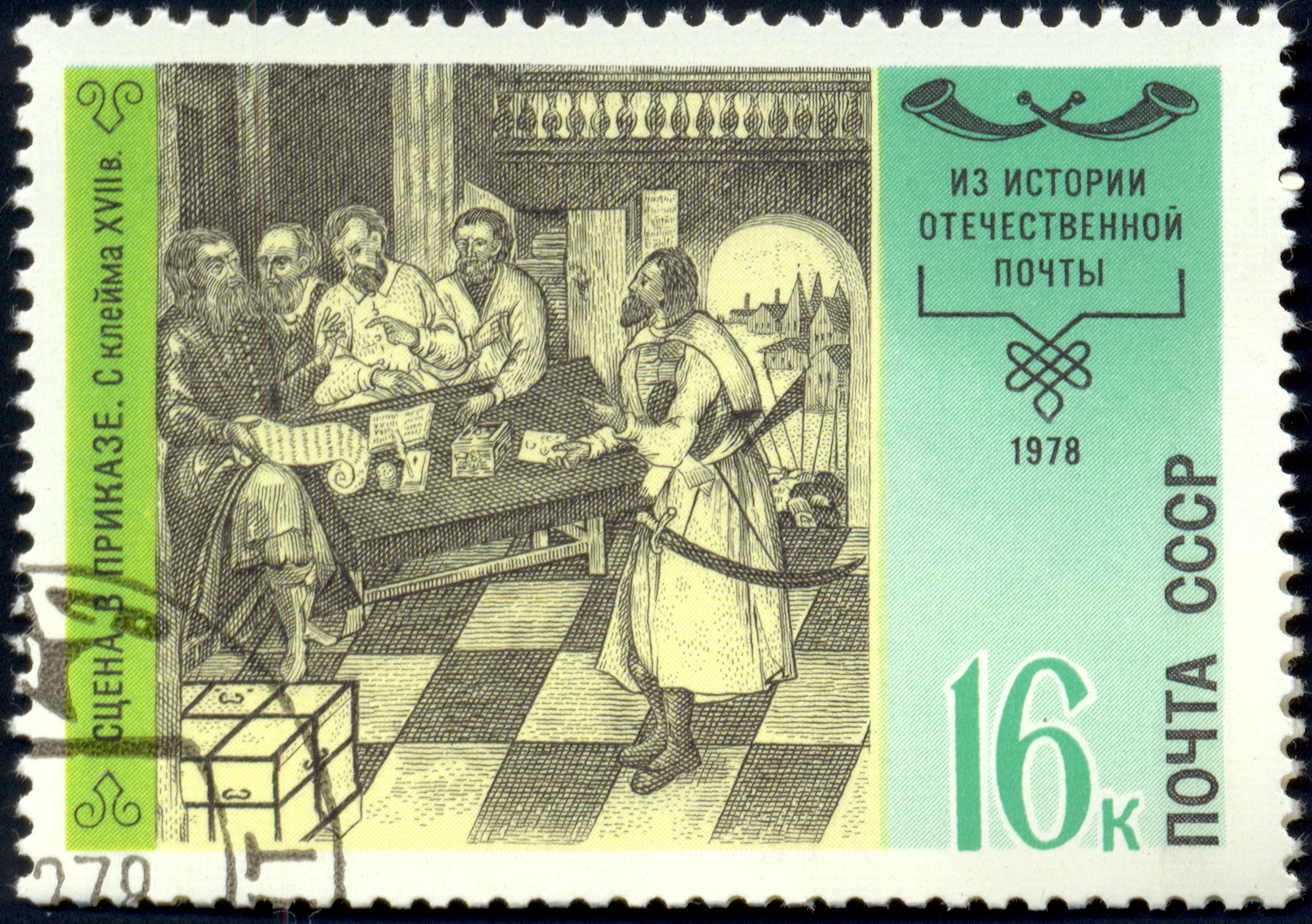
Сцена в приказе (с клейма XVII века): марка СССР (1978)

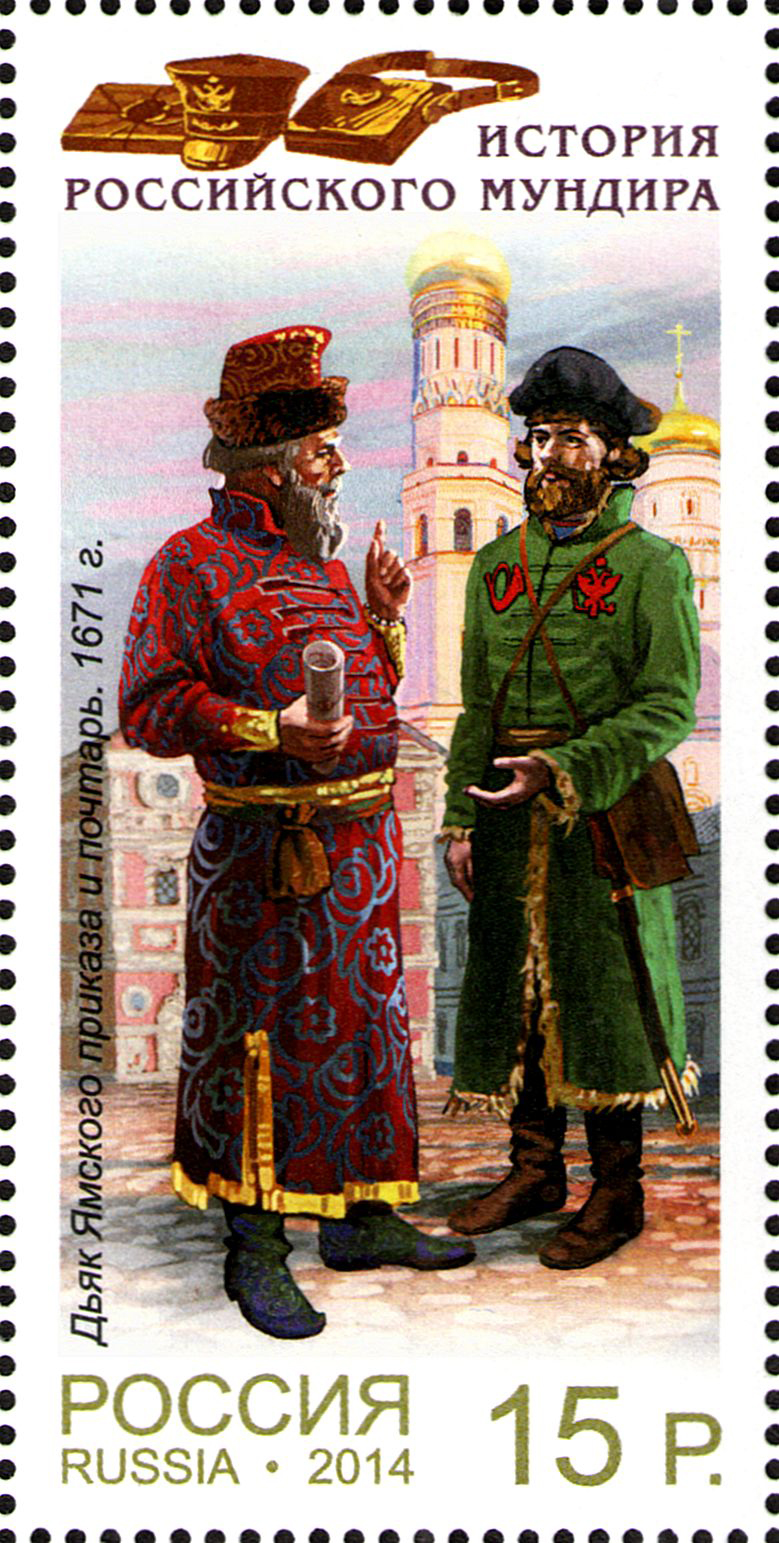
Дьяк Ямского приказа и почтарь в 1671 году: марка России (2014)

Ямско́й прика́з — орган центрального государственного управления в допетровской Руси в XVI — начале XVIII века, который отвечал за регулярные почтовые и транзитные перевозки (ямскую гоньбу). Впервые в письменных источниках упоминается в 1516 году.

## История
Ямской приказ был учреждён в 1516 году, при Великом князе московском Василии Ивановиче (1505—1533), и имел отношение к управлению делами государственного благоустройства. Заведовал ямщиками, наблюдал за отправлением ими ямской повинности и за сбором ямских денег. Возглавлялся обычно боярином, и в нём также сидели думный дворянин и два дьяка.
В середине XVI века Ямской приказ выделился из Казны княжеской. Он ведал организацией и поддержанием ямов, осуществлял административно-судебное управление ямских слобод, выдавал подорожные грамоты, собирал «большие ямские деньги» (с 1613) и ряд других налогов (в 1670-е — 1680-е годы).
В 1681 году дела Ямского приказа было велено отдать в Стрелецкий приказ. В 1711 году Ямской приказ был упразднён. Предметы его ведомства предполагалось сосредоточить в Ямском столе при Управлении Московской губернии, но вскоре это нашли неудобным, и в 1720 году приказ был восстановлен, а в 1722 году поставлен под начальство вновь учреждённого генерал-почт-директора. 8 июля 1723 года он был переименован в Ямскую канцелярию, хотя и после того назывался иногда приказом.